# Клаасом

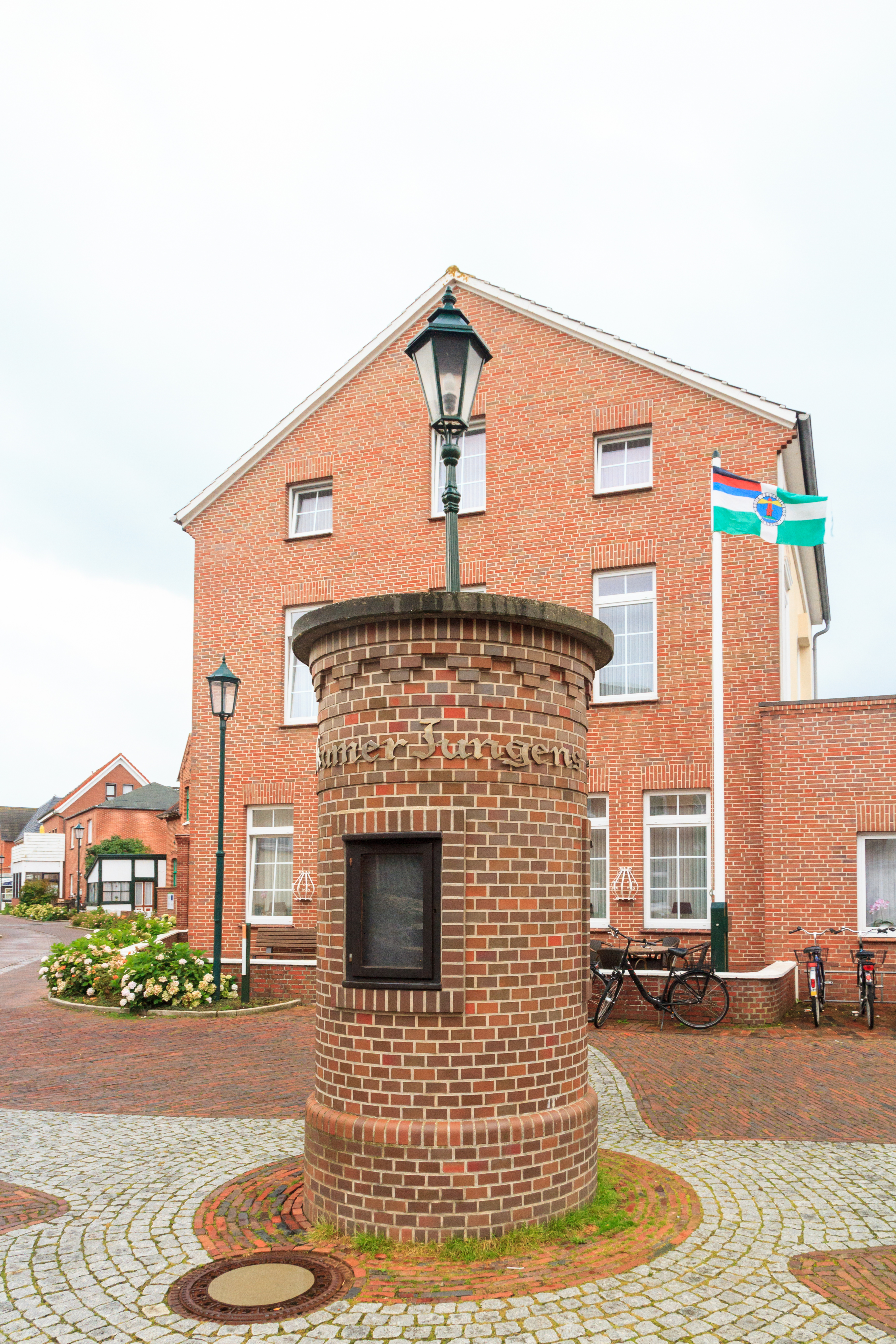
Стовп Асоціації молодих чоловіків Боркума, з якого стрибнули Клаазоми 5 грудня.

Клаасом (Klaasohm), Фестиваль Клаасом — це щорічний фестиваль, що народився із звичаїв з часів китобоїв у німецькій громаді Боркум у Північному морі. Відбувається уночі з 5 на 6 грудня, напередодні дня Святого Миколая. Близько 200 років шестеро молодих чоловіків, одягнених як «Klaasohm», і чоловік, одягнений як «Wiefke» («жінка»), цього вечора маршують вулицями острова.
Він організований Асоціацією молодих чоловіків Боркума (нім. Verein Borkumer Jungens), яка була заснована в 1830 році.

## Історія
Klaasohm (букв. «дядько Микола»), традиція з громади Боркум, поєднує в собі елементи культу святого Миколая з давнішими германськими впливами, особливо пов'язаними з Воданом, німецьким богом мертвих і лідером Дикого Полювання. У той час як Святий Миколай особливо шанувався у Східній Фризії як захисник моряків і від повеней, клааксом перетворився на суворе чоловіче свято, на якому жінок не допускали під страхом покарання. Це свято, яке колись було ближче до традицій Кнехта Рупрехта чи Золотого Піту, на Боркумі стало суворішим, на відміну від інших островів. Хоча деякі джерела припускають походження, пов'язане з поверненням китобоїв, ця теорія заперечується. Свято призупинили лише під час Другої світової війни та під час пандемії COVID-19 у 2020 та 2021 роках.
Звичай Клааксом («Klaas» від нідерландського «Nikolaus») сходить до часів китобоїв, які проводили довгі місяці на промислі в морі та після повернення на острів наприкінці року хотіли показати, хто господар у домі. Молоді неодружені чоловіки одягаються в маски, овчину та пташине пір'я, у всіх у руках — коров'ячі роги. Спочатку у приміщенні влаштовується ритуальний бій серед чоловіків, народжених на острові. Увечері розпалені «клаасоми» ходять від бару до бару, від будинку до будинку. Дітям дають медову випічку, але в жінок влаштовують полювання. Жительок Боркума, що вийшли цієї ночі на вулицю, ловлять і б'ють по сідницях коров'ячим рогом.

## Особливості святкування
Відбір чоловіків, яким дозволено виступати як клаасом, залишається в суворій таємниці та розкривається їм лише незадовго до старту. Клаасоми одягаються окремо в різних місцях, перш ніж вони вирушають зі своїми супутниками серед гучного галасу.
Їх призначенням є велике депо залізниці Borkumer Kleinbahn, де відбувається центральна частина ритуалу: на сцені, за винятком жінок і незнайомців (дозволено брати участь лише корінним жителям острова), ролі та лідерство на рік визначаються в символічній битві. Потім Klaasohms проходять парадом островом у супроводі великого інтересу публіки.

## Сучасне ставлення до ритуалу
Нині цей ритуал опинився у центрі гучної громадської дискусії у Німеччині. Чи відповідає він духу часу, і чи допустимо в рамках звичаю насильство проти жінок, навіть якщо воно застосовується жартома?
У листопаді 2024 році журналісти опублікували сюжет про святкування у минулі роки, як жінок ловили на вулиці, тримали за руки та ноги, деяких валили на землю, і так звані клаасоми, не шкодуючи сил, били їх під загальне улюлюкання сідницями. Жінки скаржаться у відео на почуття сорому, біль та гематоми. Одна героїня фільму розповідає, що після ритуального биття ніхто із «клаасомів» не поцікавився її самопочуттям. Після суспільного резонансу, який виник після репортажу, вирішено відмовитися від частини традиції, пов'язаної з биттям жінок, яка, як наголошує спільнота, ніколи не була її ядром.
Журналісти знову були присутні на фестивалі Klaasohm у грудні 2024 року, але цього разу, як кажуть, все пройшло спокійно: «Ми не змогли виявити жодних злочинів у вигляді тілесних ушкоджень або фізичних нападів, пов'язаних із цьогорічним фестивалем Klaasohm», — сказав Мальте Хагспіль, речник відділу поліції Оснабрюка. 
Близько 500–600 людей взяли участь, і мер Юрген Аккерман висловив своє задоволення: «Мешканці Боркума сьогодні надіслали сигнал про те, наскільки вони люблять цей фестиваль. Була велика явка». 
Крістін Арбогаст, державний секретар Нижньої Саксонії в Міністерстві соціальних справ, припускає, що заборона може бути не обов'язковою, а радше більшою турботою про автономію жінок. Арбогаст сказав: «Звичаї та традиції завжди дуже важливі. Але зрозуміло, що все закінчується там, де жінки відчувають себе незахищеними і бояться тілесних покарань».

## Токсична маскулінність чи традиція переходу
Згадуючи свій досвід обрання Клаазомом, один із учасників фестивалю заявив, що тоді відчував піднесення. Незрозуміло, що задоволення Клаазомів завдавати фізичного болю жінкам є токсичною маскулінністю. Але задоволення чоловіка від того, що його вибрали, певною мірою символізує обряд переходу, під час якого чоловік вважається «готовим» зайняти нову вищу посаду в асоціації, але таку, яка передбачає виконання насильницьких дій. Зрештою, це теж передає токсичну маскулінність.

## Право на захист жінок
Тепер, якщо взяти до уваги жорстокість насильства, дехто може сказати, що було б практичніше, якби жінки просто залишилися вдома ввечері 5 грудня, і що це могло призвести до припинення традиції. Хоча бойкоти можуть бути ефективними, така точка зору передбачає, що жінки повинні уникати нормального життя, щоб зберегти безпеку — дуже трагічний і боязкий висновок. Більше того, це також свідчить про те, що жінки, які вийшли того вечора на вулицю, не мають права на будь-який захист. Ця ідея про те, що жінки роблять щось «на свій страх і ризик», означає ідею, що жінка несе відповідальність за будь-який біль, який вона відчуває, ніби чоловіки, які стоять за насильством, не повинні нести відповідальності. Тому аргумент про сидіти вдома настільки ж несміливий, як і сексистський.

## Схожі традиції
На населених островах голландського Ваттового моря свята, подібні фестивалі, відзначаються приблизно 5 грудня, такі як Klozum на Schiermonnikoog, Sunneklaas на Ameland, Sunderum на Terschelling і Opkleden на Vlieland. У Текселі 12 грудня проходить фестиваль Ouwe Sunderklaas. Ці свята призначені для корінних жителів острова, навіть приваблюючи старих жителів, які повертаються щороку, тоді як іноземці чи туристи часто небажані. За словами голландського етнолога Берта ван Зантвейка , святкування Боркума та Амеланду залишаються найбільш вірними своєму витоку. Спочатку ці свята були виключно чоловічими, і жінок не можна було побачити на вулицях під страхом побиття.